# Euproctis holoxutha
Euproctis holoxutha är en fjärilsart som beskrevs av Turner 1902. Euproctis holoxutha ingår i släktet Euproctis och familjen tofsspinnare. Inga underarter finns listade i Catalogue of Life.